# Porcupine (album)
Porcupine è il terzo album del gruppo musicale inglese Echo & the Bunnymen, pubblicato il 4 febbraio 1983.

## Tracce
Tutte le tracce sono scritte da Will Sergeant, Ian McCulloch, Les Pattinson, Pete de Freitas.
1. The Cutter – 3:54
2. Back of Love – 3:15
3. My White Devil – 4:39
4. Clay – 4:16
5. Porcupine – 5:57
6. Heads Will Roll – 3:32
7. Ripeness – 4:48
8. Higher Hell – 5:04
9. God Will Be Gods – 5:26
10. In Bluer Skies – 4:32

Edizione del 2003 - bonus tracks:
1. Fuel – 4:05
2. The Cutter (Alternate Version) – 4:08
3. My White Devil (Alternate Version) – 5:03
4. Porcupine (Alternate Version) – 4:04
5. Ripeness (Alternate Version) – 4:42
6. Gods Will Be Gods (Alternate Version) – 5:31
7. Never Stop (Discotheque) – 4:45